# 武藏小杉站
武藏小杉站（日语：／ Musashi-kosugi eki */?）是一個位於神奈川縣川崎市中原區小杉町三丁目以及新丸子東三丁目，屬於東日本旅客鐵道（JR東日本）、東急電鐵（東急）的鐵路車站。

## 停靠路線
JR東日本車站有南武線、橫須賀線、湘南新宿線3個系統停靠。3字母簡寫是「MKG」。
在軌道名稱上，橫須賀線與湘南新宿線都屬於東海道本線的支線「品鶴線」（詳細參見路線條目和「鐵道路線的名稱」）。在旅客資訊上，除新宿方向開出的東海道線直通列車以外，不使用「東海道（本）線」、「品鶴線」名稱。橫須賀線、湘南新宿線的月台（3、4號月台）開業前只有南武線通車，現在本站也屬於該線所屬線區。此站屬橫濱支社管內，與東京支社以品鶴線往西大井方向的多摩川橋梁的橫濱側堤防為界。另外，途經品鶴線並停靠本站的特急列車有東海道本線特急「藍寶石踊子」的新宿方向到發列車與成田機場接駁特急「成田特快」的橫濱或大船到發列車。
東急路線在軌道名稱上為東橫線，但在2006年複複線化後開始有目黑線列車停靠，兩線在旅客資訊上各自獨立。此站的車站編號分別是「TY11」、「MG11」。
以下本條目除非特別註明都使用旅客資訊上的名稱。

## 歷史

### 年表
- 1926年（大正15年）2月14日：（舊）東京橫濱電鐵丸子多摩川站（現多摩川站） - 神奈川站 (東急)通車。本站附近並未設站[注釋 3]。
- 1927年（昭和2年）
  - 3月9日：南武鐵道線川崎站 - 登戶站區間通車。本站附近並未設站[注釋 4]。
  - 11月1日：南武鐵道線向河原站 - 武藏中原站之間開設運動場前停留場及武藏小杉停留場[1]。
  - 運動場前停留場在現在的武藏小杉站位置，當時的武藏小杉停留場在其西方的府中街道（國道409號（日语：国道409号））交點。
- 1929年（昭和4年）8月21日：國鐵東海道本線貨物支線（品鶴線）品川站 - 新鶴見操車場（日语：新鶴見操車場） - 鶴見站區間通車。本站附近未設車站與信號場。
- 1937年（昭和12年）10月30日：南武鐵道線向河原站 - 武藏中原站間複線化。
- 1939年（昭和14年）12月11日：東急的工業都市站啟用（複線）。該站位於現時東橫線府中街道交匯處附近。
- 1944年（昭和19年）4月1日：南武鐵道線國有化，成為日本國有鐵道南武線[1]。運動場前停留場昇格為正式車站並更名為武藏小杉站[1]。武藏小杉停留場廢止[1]。
- 1945年（昭和20年）6月16日：東急在與南武線的交點新設武藏小杉站[2][3]。由於是臨時站[3]，僅限持有定期券的通勤客使用[2][4]。
- 1947年（昭和22年）1月1日：東急武藏小杉站開始一般客運與行李業務[4]。
- 1948年（昭和23年）11月10日：南武線武藏小杉站開始小型包裹業務[5]。
- 1953年（昭和28年）3月31日：東急將車站遷往與工業都市站之間的中間點[3]並廢除工業都市站[6]。舊武藏小杉站與新丸子站距離422公尺，距離工業都市站442公尺，搬遷之後距離新丸子站603公尺[3]。
- 1959年（昭和34年）12月：國鐵整備（北口）站前廣場，東急巴士總站從工業都市（現東橫線小杉站）移往小杉站前（北口廣場）。
- 1964年（昭和39年）10月1日：國鐵東海道新幹線通車，該線平行通過本站附近的品鶴線西側，但未設站。
- 1974年（昭和49年）6月：東急東橫線南口設置自動驗票閘門。
- 1976年（昭和51年）3月1日：國鐵武藏野線貨物專用區間鶴見站 - 府中本町站區間啟用，雖通過本站下方但未設站。
- 1980年（昭和55年）10月1日：東京站 - 大船站間的東海道本線與橫須賀線運轉分離（SM分離），品鶴線旅客化，橫須賀線電車開始運行。川崎市內新設新川崎站。
- 1987年（昭和62年）4月1日：國鐵分割民營化，國鐵車站成為東日本旅客鐵道（JR東日本）車站[1][注釋 5]。
- 1988年（昭和63年）11月27日：南武線立體化工程，武藏中原方向的下行線高架化。
- 1990年（平成2年）12月20日：南武線立體化工程，武藏中原方向的上行線高架化。
- 2000年（平成12年）8月6日：東急目黑線通車，多摩川站 - 武藏小杉站間複複線化。東急月台為2面4線構造。
- 2000年（平成12年）9月26日：東急目黑線與都營三田線、營團南北線開始直通運轉。本站為往西高島平站、赤羽岩淵站方向的列車始發站。
- 2001年（平成13年）11月18日：JR東日本啟用IC卡「Suica」。
- 2005年（平成17年）4月4日：R東日本與川崎市協議在橫須賀線新川崎站 - 西大井站間設置新月台。
- 2007年（平成19年）3月18日：東急啟用IC卡「PASMO」。
- 2008年（平成20年）6月22日：東急目黑線武藏小杉站 - 日吉站延伸段通車。該區間複複線化。
- 2010年（平成22年）3月13日： 橫須賀線車站啟用[1]，停靠該線與湘南新宿線、特急「成田特快」、特急「超景踊子」。橫須賀線與南武線實施站外轉乘。
- 2011年（平成23年）
  - 4月9日：成為新設的南武線快速停靠站。原先計畫在3月12日實施，後因東日本大震災實施計畫性停電而延後。
  - 6月25日：橫須賀線與南武線的正式連絡通道正式啟用。廢止兩線的站外轉乘措施。
- 2012年（平成24年）12月6日：東急東橫線月台採用川崎前鋒加油歌「轟け!青き魂」作為發車音樂。
- 2013年（平成25年）4月2日：武藏小杉東急廣場開幕[7]。該大樓4樓與東急月台連通的東急廣場連絡口啟用。
- 2014年（平成26年）
  - 1月8日：東急東橫線與南武線連絡通道的電扶梯意外造成11人受傷。
  - 2月26日：南武線月台的發車音樂改為川崎前鋒加油歌「ナンバーワン野郎!」。
  - 3月30日：武蔵小杉站東口站前廣場啟用[8]。
- 2018年（平成30年）4月26日：為改善擁擠，開設新南剪票口做為臨時進站入口[9]。
- 2019年（令和元年）
  - 10月12日：因強烈颱風哈吉貝（19號颱風）帶來的豪雨，本站橫須賀線的新南剪票口淹水[10]。
  - 11月30日：相模鐵道與JR直通線運行開始[報道 1]。
- 2022年（令和4年）3月：南武線月台設置月台門[11]。

### 橫須賀線設站經過
貨物列車專用的品鶴線開始行駛橫須賀線列車以後，並未在本站設置品鶴線月台。2005年4月4日，川崎市與JR東日本就設置橫須賀線武藏小杉站達成協議。
設站地點是在距離新川崎站約3公里、距離西大井站約6公里的橫須賀線與南武線交會處。地址為川崎市中原區新丸子東三丁目1111番。
本站採用島式月台1面2線高架設計。月台設於橫須賀線下行線路外側，長約310公尺。另外，月台往新川崎方向將設置新剪票口（新南剪票口）與站前廣場（原來的南武線剪票口改為「北剪票口」）。
2010年（平成22年）3月13日，本站先行啟用。最初是計畫在2009年度正式啟用，但因南武線與橫須賀線連絡通道工程需追加工程與變更工法以保護東海道新幹線軌道。因此先啟用臨時通道與臨時月台，正式啟用時間延後一年左右。
兩線之間的連絡通道全長250公尺。通道非高架或地下式，而是地面通道，中途設有階梯、電動步道、電梯往下穿過綱島街道與東海道新幹線線路。本通道原先計畫在暫時啟用後1年的2011年春季完成，但因東日本大震災的影響而延期至同年6月25日啟用。
車站暫時啟用後約1年的時間是使用臨時通道，因此當時開放站外轉乘。站外轉乘的乘客需在出站後30分鐘內進站，並使用新南剪票口與北剪票口的橘色轉乘閘門出入站。正式通道完成後，站外轉乘業務也隨之結束，並撤除橘色驗票閘門。
設站總經費約200億日圓。其中約30億日圓是用於站前廣場等相關設施。站房經費由川崎市全額負擔。連絡通道則是川崎市與JR東日本負擔各半。
原先預估橫須賀線使用量加上轉乘人潮，本站一日上車人次可達約7萬人左右，但第一年的上車人次僅4萬人左右。車站啟用後，橫須賀線、湘南新宿線與橫濱方向起迄特急「成田特快」全列車、新宿方向起迄特急「超景踊子」3、10號停靠本站。但是平日早晨與夜晚行駛的「Home Liner」相關列車皆不停靠本站。
無論從本站出發或經本站前往東京近郊區間，車資計算路線比過去較短，因此車資會較為便宜。另外，若要從現行的南武線往來東京山手線內，由於已廢止經東急東橫線、小田急小田原線以外的定期券通過連絡運輸，因此乘車時需各區段計算車資。但若使用定期券，則維持過去的前後JR線營業里程計算方式。

## 結構
早期JR東日本（南武線）和東急站房的月台間設有換乘通道及閘機，及後因東橫線高架化而被拆毀。現時JR東日本（南武線）和東急站房的付費區內沒有直接換乘的通道，因此換乘時必須站外轉乘。
本站共有六個出入口：JR站區設有北口、西口、東口、橫須賀線口4個出口；東急則設有正面口、南口、東急廣場連絡口，其中正面口分為正面口1（連接JR東日本大廳）、正面口2（連接東口站前廣場）、正面口3（連接東急廣場）。

### JR東日本

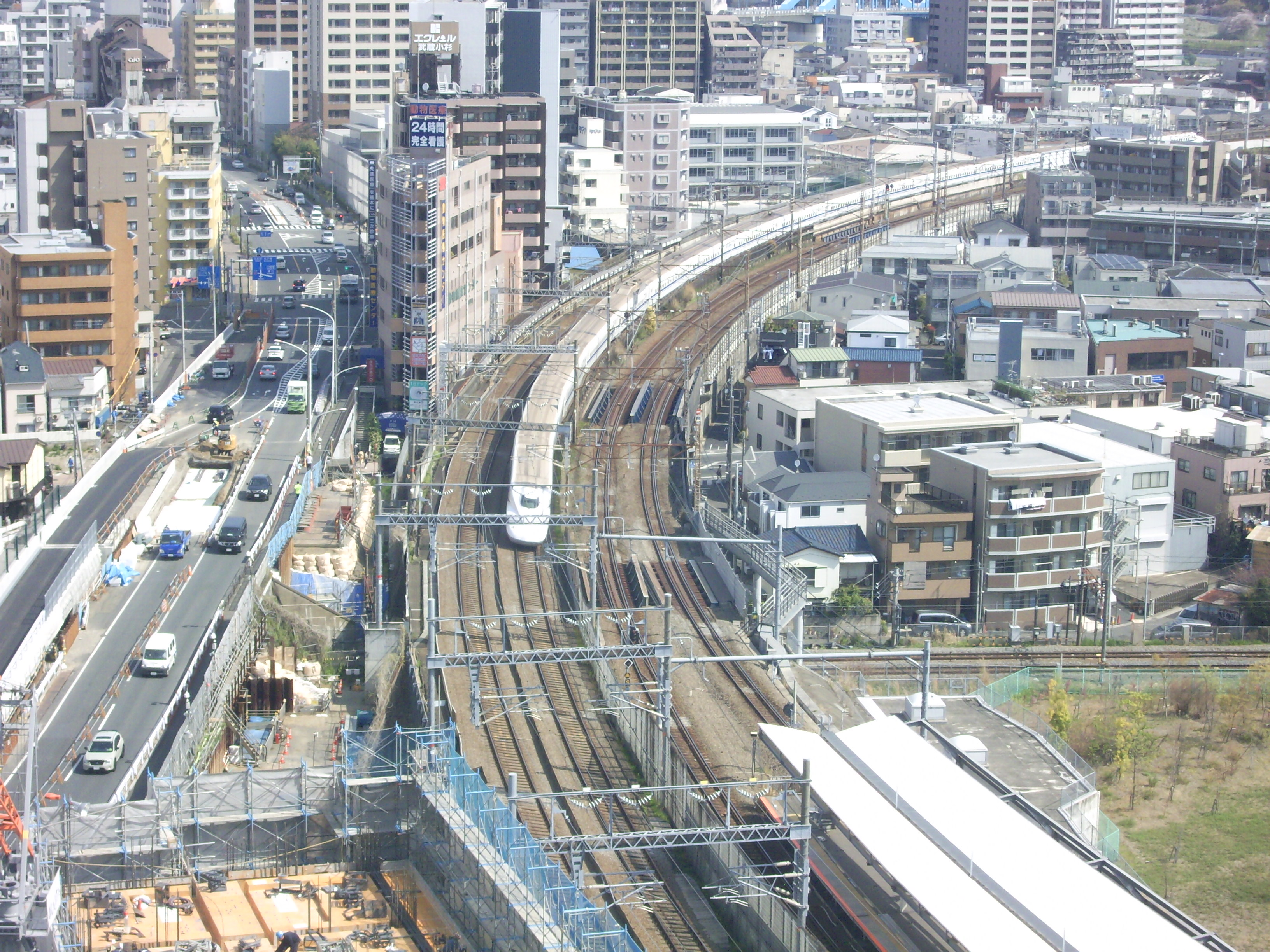
通過武藏小杉站的東海道新幹線。
此站附近該線存在彎道最急、最少曲線半徑500公尺的急彎。

JR東日本的車站可分為南武線（原有）及橫須賀線（新建）兩個站區。南武線是一個側式月台2面2線地面車站，站房是跨站式站房設計；而橫須賀線、湘南新宿線、相鐵線直通、埼京線直通（相鐵·JR直通線）則是一個島式月台1面2線高架車站。兩個站區間設有換乘通道，通道安裝了升降機、電動平面步道等輔助設施，縮短換乘時間。
作為直營站（管理站），目前管理南武線向河原站至鹿島田站各站與橫須賀線新川崎站。北剪票口設有綠色窗口，指定席售票機則在北剪票口的綠色窗口及新南剪票口的自動售票機區。
付費區與月台之間，以及剪票口外往西口、北口，皆設有電梯與電扶梯。多功能廁所設於各線付費區內。
橫須賀線月台啟用後，南武線月台與橫須賀線月台之間的聯絡通道原先預定在2011年春季完成，但因東日本大震災的影響而延期，同年6月25日才正式啟用。
東海道本線品川站 - 川崎站 - 鶴見站間無法通行時。通常會改走品鶴線並加停本站。
橫須賀線月台開設以來，车站人流量大幅度增加，站台超级拥挤，并连累各检票口出现进站拥堵的问题，因此規劃新南剪票口的（新川崎方向）的早晨入站專用臨時剪票口、北剪票口至橫須賀線月台之間的2號線月台拓寬工程，已於2018年春季啟用。為了舒緩站台上的人潮，新設下行月台以改建為2面2線月台構造，並在南武線北側新設剪票口，检票口在2023年12月24日启用，成为JR网岛检票口。。
2020年3月26日，橫須賀線下行月台新設工程動工，於2022年12月18日啟用。

### 月台配置
| 地面月台 |                       |      |                                                   |
| 1        | 南武線                | 上行 | 向河原、矢向、川崎方向                            |
| 2        | 南武線                | 下行 | 武藏溝之口、登戶、立川方向                        |
| 高架月台 |                       |      |                                                   |
| 3        | 橫須賀線              | 下行 | 橫濱、逗子、久里濱方向                            |
| 3        | 湘南新宿線            | 南行 | 橫濱、鎌倉、小田原方向                            |
| 3        | 相铁线直通            | 下行 | 羽泽横滨国大、海老名方向                          |
| 4        | 橫須賀·總武線（快速） | 上行 | 品川、東京、千葉、 成田機場方向 特急 「成田特快」 |
| 4        | 湘南新宿線            | 北行 | 澀谷、新宿、大宮方向                              |
| 4        | 埼京線直通            | 上行 | 新宿、武藏浦和、大宮方向                          |

（來源：JR東日本:車站構內圖 （页面存档备份，存于））

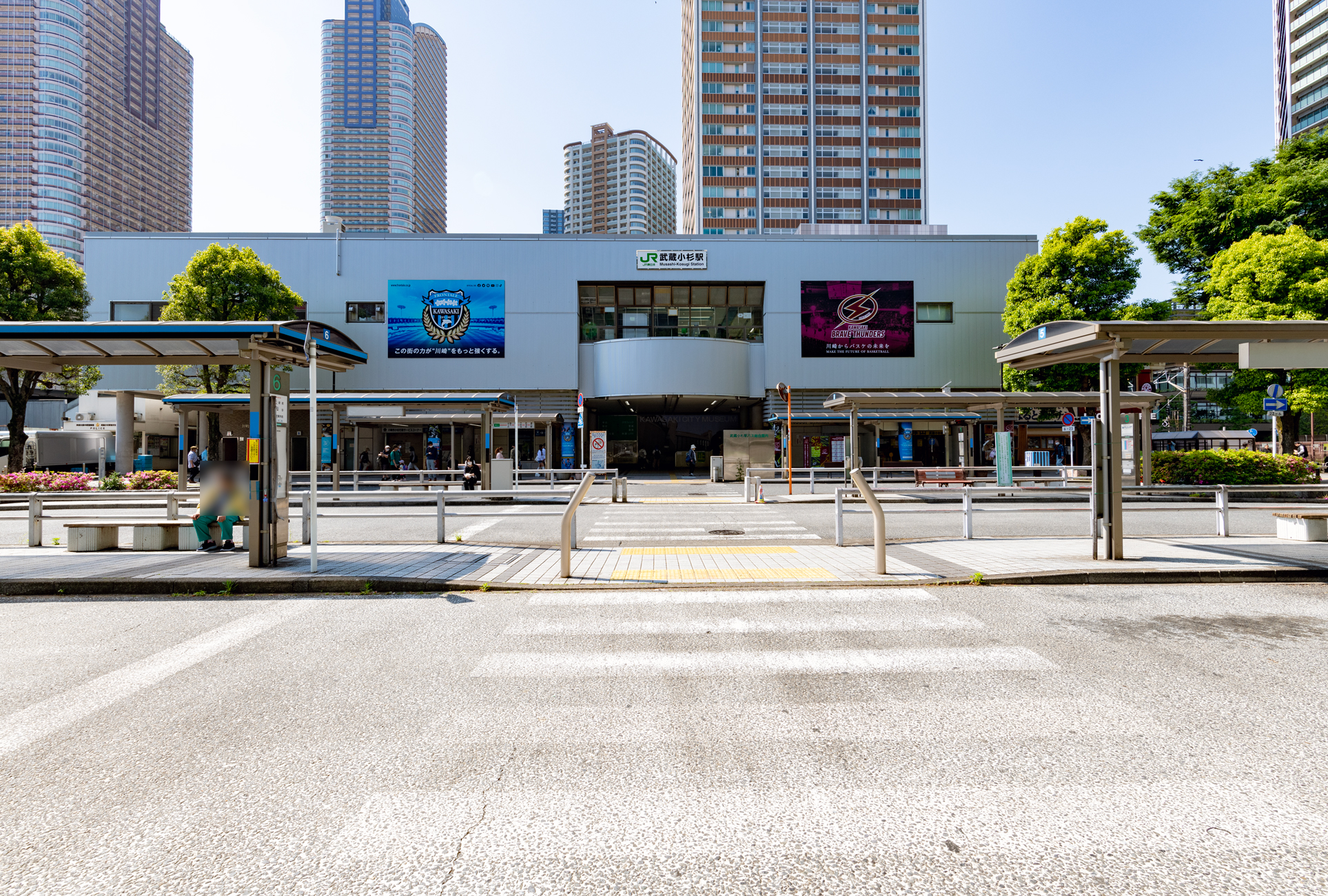
JR北口（2023年5月4日）
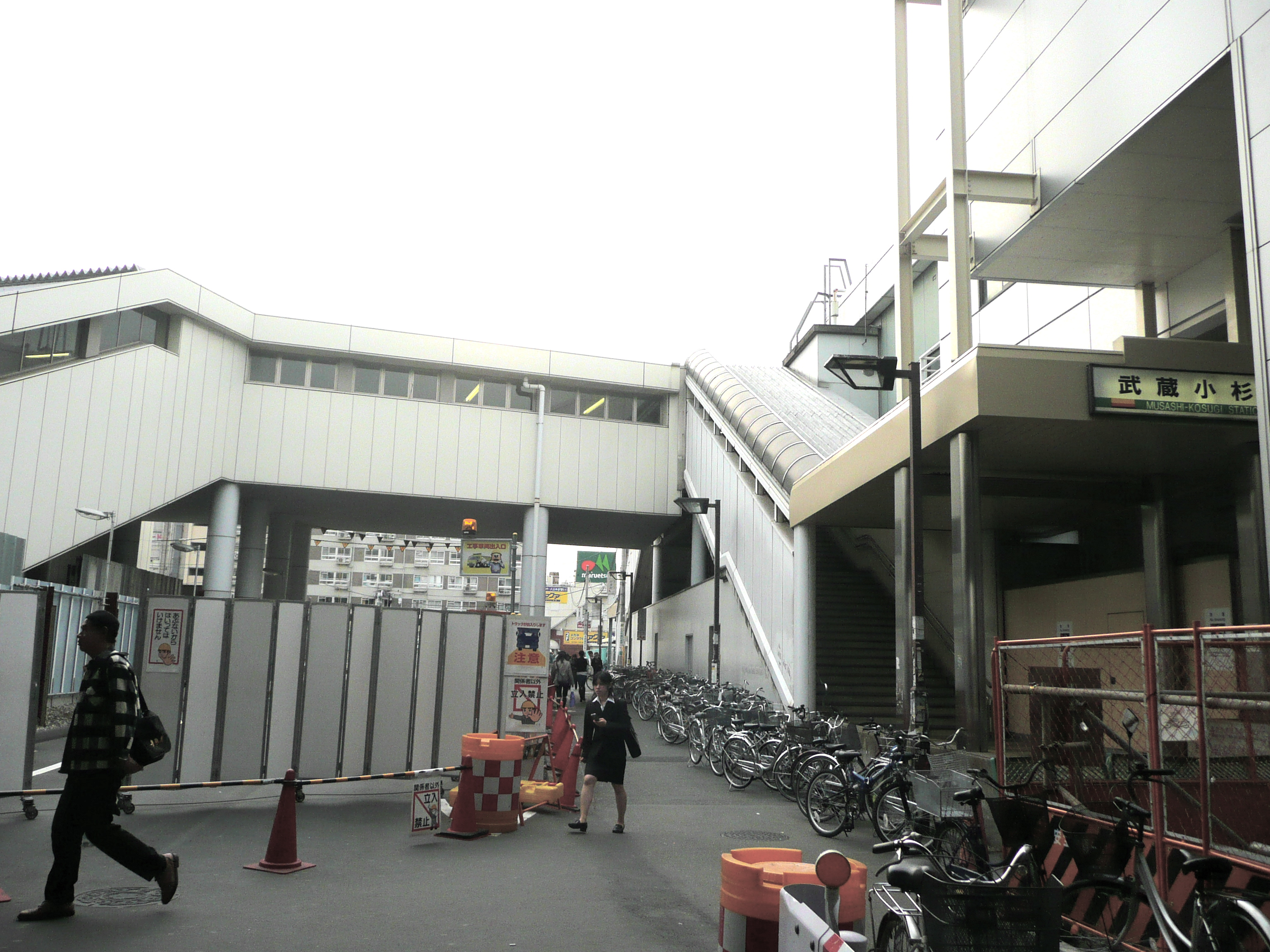
JR西口（2008年4月12日）
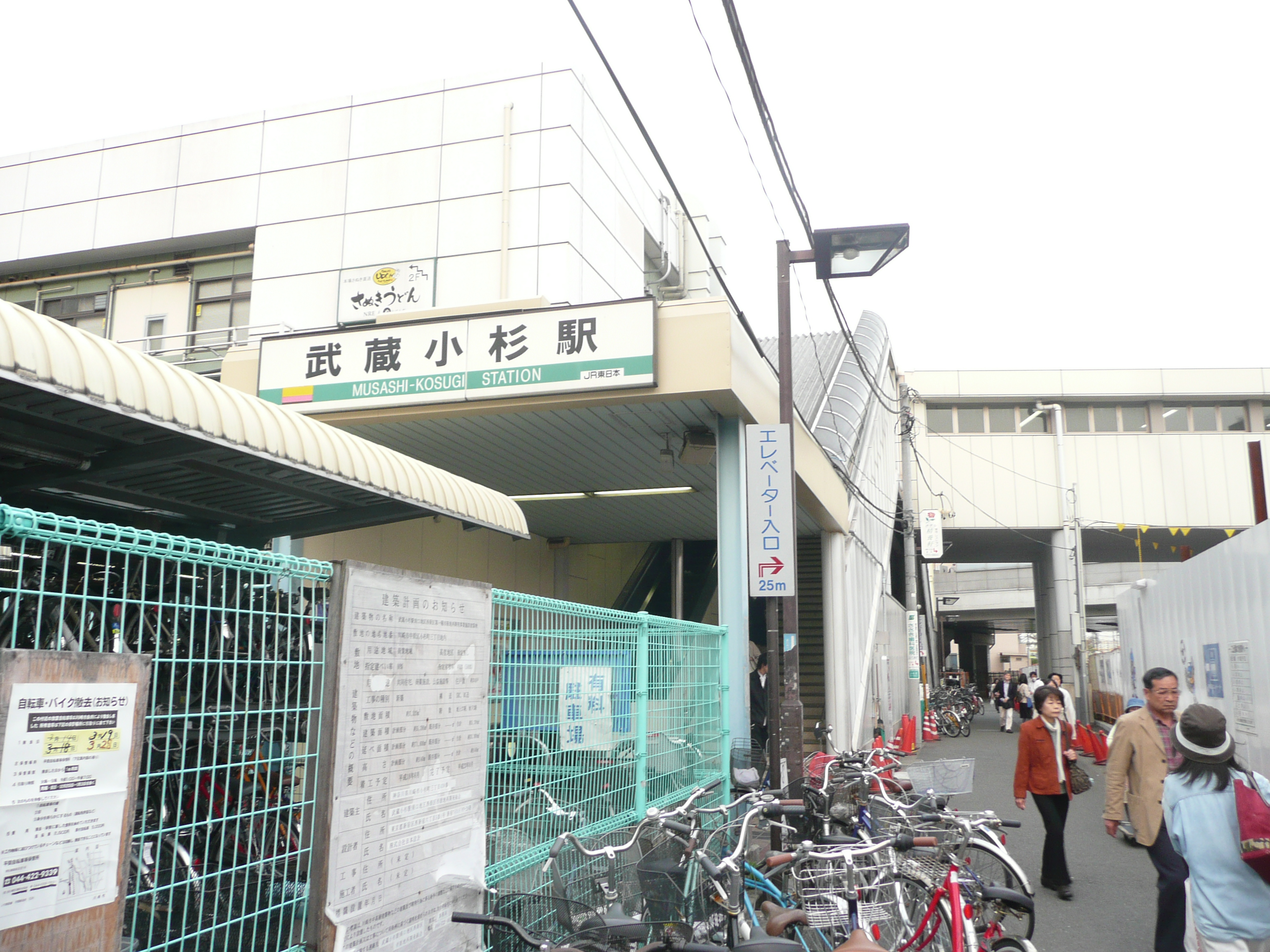
JR東口（2008年4月12日）
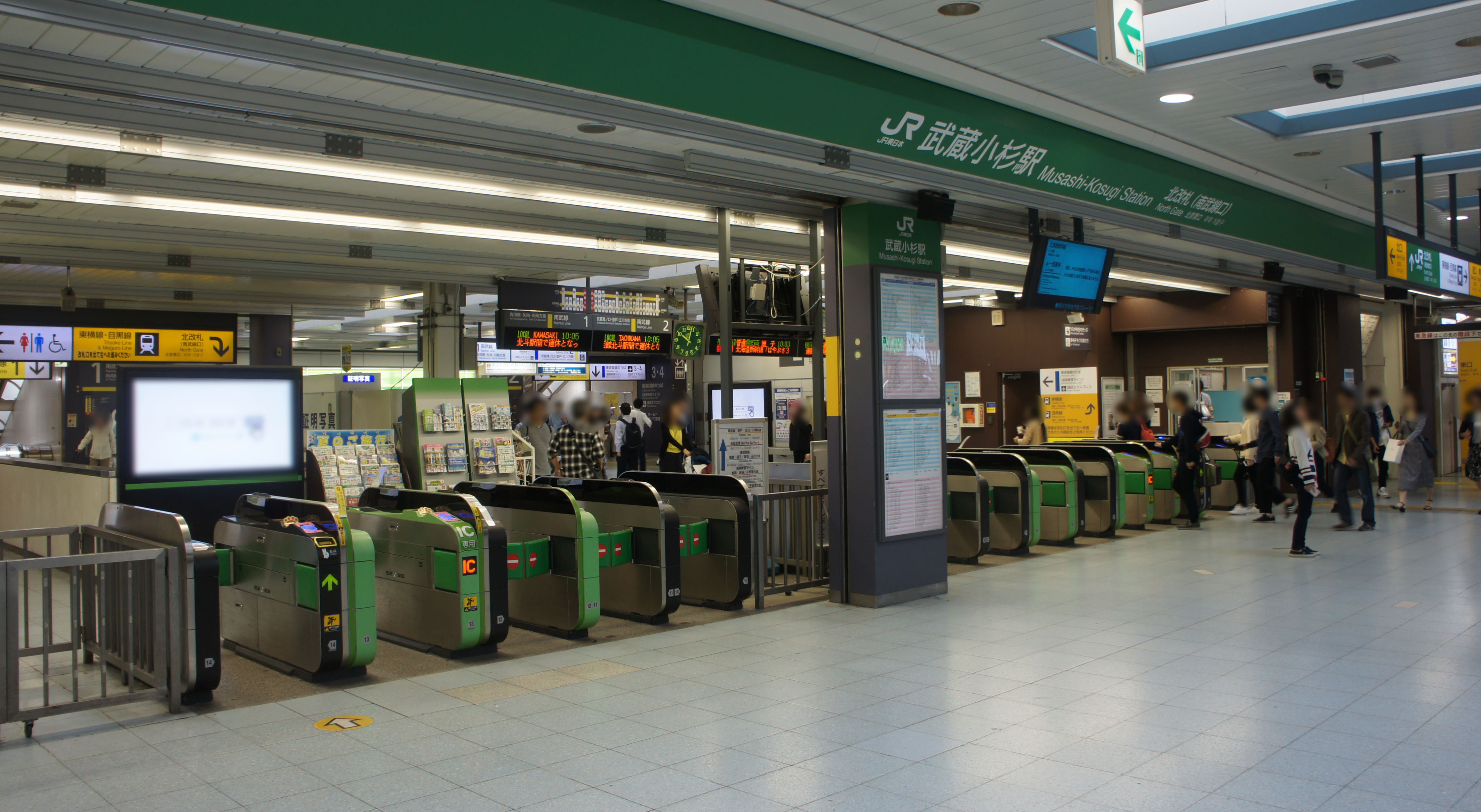
北閘口（2019年6月）
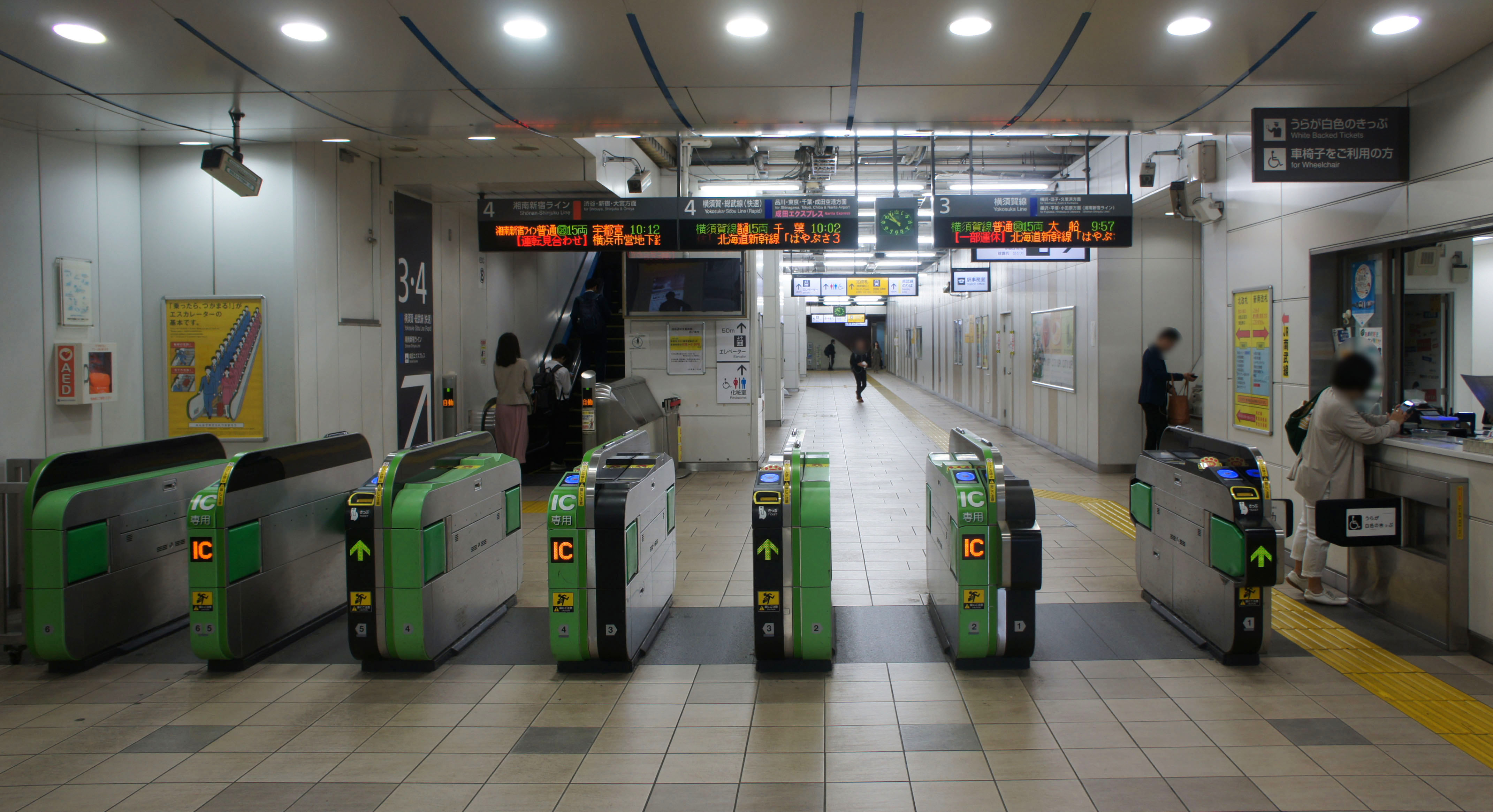
新南閘口（2019年6月）
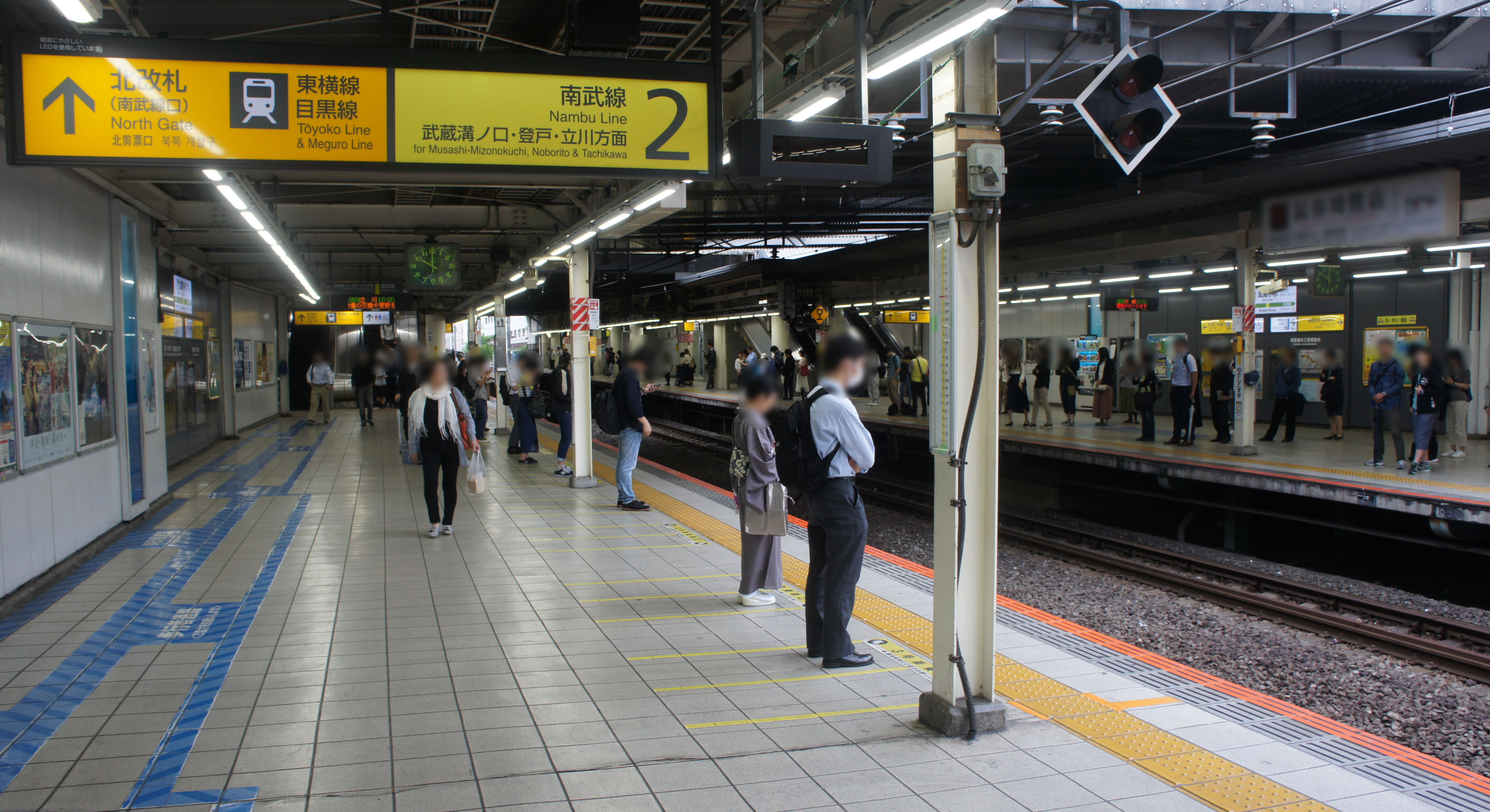
1、2號月台（南武線）（2019年6月）
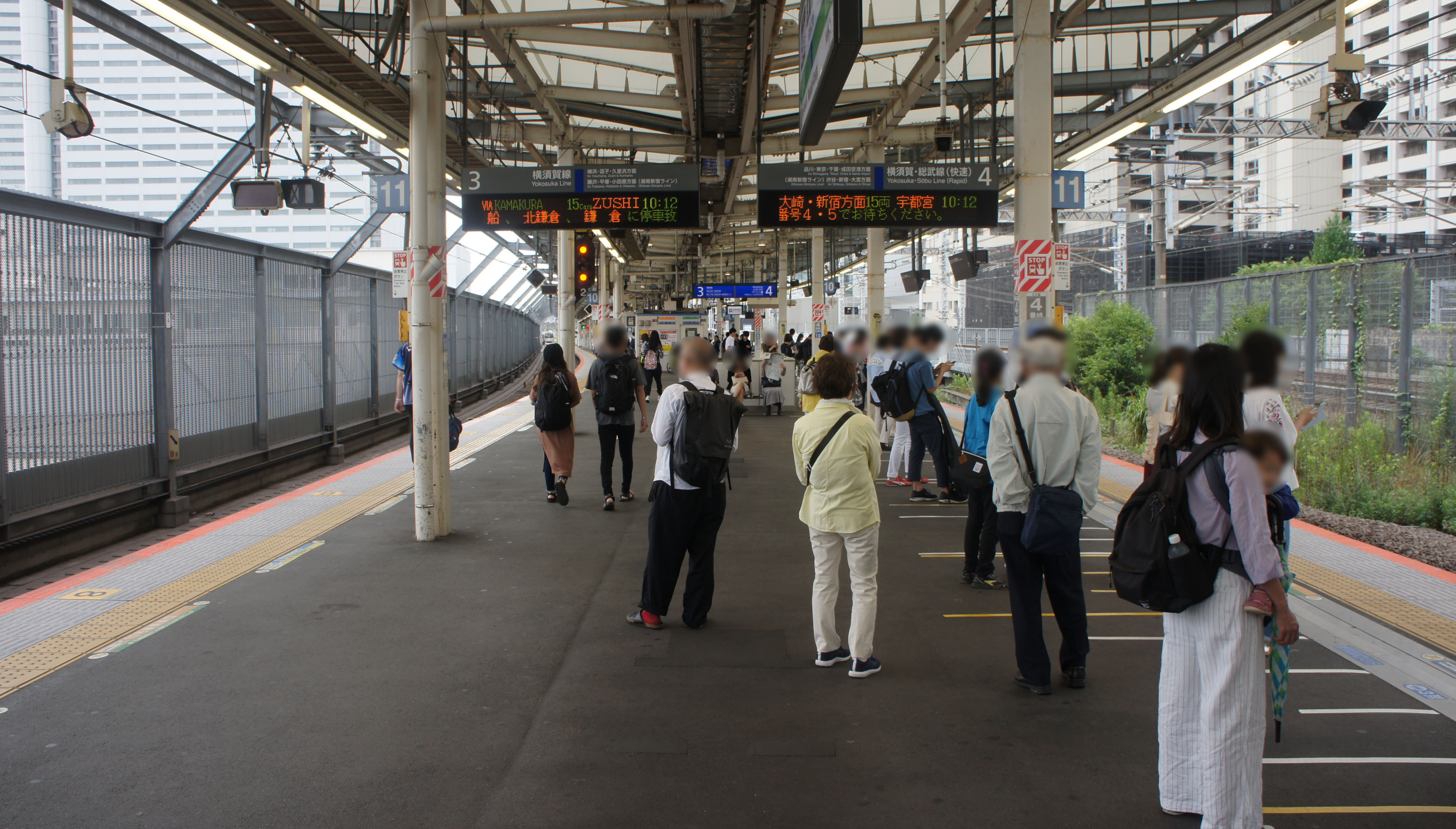
3、4號月台（橫須賀線）（2019年6月）

#### 發車音樂
2014年2月26日起，南武線月台採用川崎前鋒加油歌「ナンバーワン野郎!」作為發車音樂。
| 1 | JN      | ナンバーワン野郎!(a)              |
| 2 | JN      | ナンバーワン野郎!(b)              |
| 3 | JO · JS | 淡い恋心（スイッチ製）            |
| 4 | JO · JS | SF10-43（サウンドファクトリー製） |

### 東急電鐵
本站是島式2面4線高架車站。中間2線供目黑線使用，而外側2線則供東橫線使用。
2012年起本站升格為站長所在站，管理「武藏小杉管內」元住吉站至新丸子站。
過去東橫線時代，本站是側式月台2面2線高架車站，剪票口位於元住吉方向（現在的南口），上行月台的新丸子方向有通往南武線的轉乘通道與轉乘閘門。之後東橫線因複複線化工程進行站房改建，廢除轉乘通道，同時在新丸子側新設剪票口。從此兩線無直通的轉乘通道，乘客須不斷上樓下樓（東急線高架月台⇔東急線地面剪票口⇔JR高架剪票口⇔JR地面月台）。
目黑線開業初期以本站為終點站，往日吉方向曾設有1條折返線，2006年9月24日東橫線本站 - 日吉站高架化以及同年9月25日目黑線急行啟用時再增設1條。元住吉站高架化以前，這兩條線曾用作東橫線的本線，可通往元住吉檢車區，因此東橫線、目黑線本站終停與始發的出入庫列車會使用此兩線。2008年6月22日目黑線延伸日吉時，此兩線成為目黑線本線。另外，目黑線延伸日吉站之後，所有出入元住吉檢車區的目黑線列車仍以本站為起終點。
2006年9月25日改點起，元住吉站往南側移動並高架化。高架化後的元住吉站列車無法出入檢車區，因此東橫線的出入庫列車，除了首班車與末班車維持在元住吉之外，其他皆改為本站起訖。另外，橫濱方向列車多由日吉始發，因此元住吉檢車區設有「下行出庫線」往日吉站。
埼玉高速鐵道線與都營地下鐵三田線經目黑線往東橫線、港未來的直通臨時列車「港未來號」，在2006年8月以前是在本站從目黑線轉入東橫線，在元住吉站高架化並變更配線後，同年12月起改至田園調布站轉線。
東橫線本站至元住吉間的高架橋上有緊急折返用的橫渡線。
本站與北邊的新丸子站非常接近（站間距離約500米），在月台上可以看見該站的站房。
2012年12月6日起，川崎前鋒加油歌「轟け!青き魂」成為本站發車音樂。最初採用副歌橋段，2014年12月10日起改採開頭橋段。
2013年3月16日起，東橫線與東京地下鐵副都心線相互直通運轉，本站月台進行延長工程以停靠十輛編組的特急、通勤特急、急行列車。
2015年3月底，4號線（東橫線上行）的月台門啟用。同年4月新設東急廣場連絡口剪票口（開放時間為10:00～22:00）。
2017年3月25日起運行的收費座席指定列車「S-TRAIN」雖停靠本站，但不進行載客服務。
在增設橫須賀線月台後，本站便利性大幅上升，車站周邊發展快速，使得尖峰時刻過於擁擠的人潮成為本站課題之一。

### 月台配置
| 月台 | 路線   | 方向 | 目的地                                                                 |
| ---- | ------ | ---- | ---------------------------------------------------------------------- |
| 1    | 東橫線 | 下行 | 菊名、橫濱、 港未來21線 元町·中華街、 東急新橫濱線 新橫濱、二俁川方向  |
| 2    | 目黑線 | 下行 | 日吉、 東急新橫濱線 新橫濱、二俁川方向                                 |
| 3    | 目黑線 | 上行 | 目黑、 南北線 赤羽岩淵、 埼玉高速鐵道線 浦和美園、 三田線 西高島平方向 |
| 4    | 東橫線 | 上行 | 澀谷、 副都心線 池袋、 池袋線 所澤、 東上本線 川越市方向               |

（來源：東急電鐵:車站構內圖 （页面存档备份，存于））

#### 站內設備
商店 LAWSON+toks
3、4號線月台的橫濱側（付費區內），以及JR連絡剪票口正面口旁（付費區外）。
商店 toks
1、2號線月台的橫濱側（付費區內）。

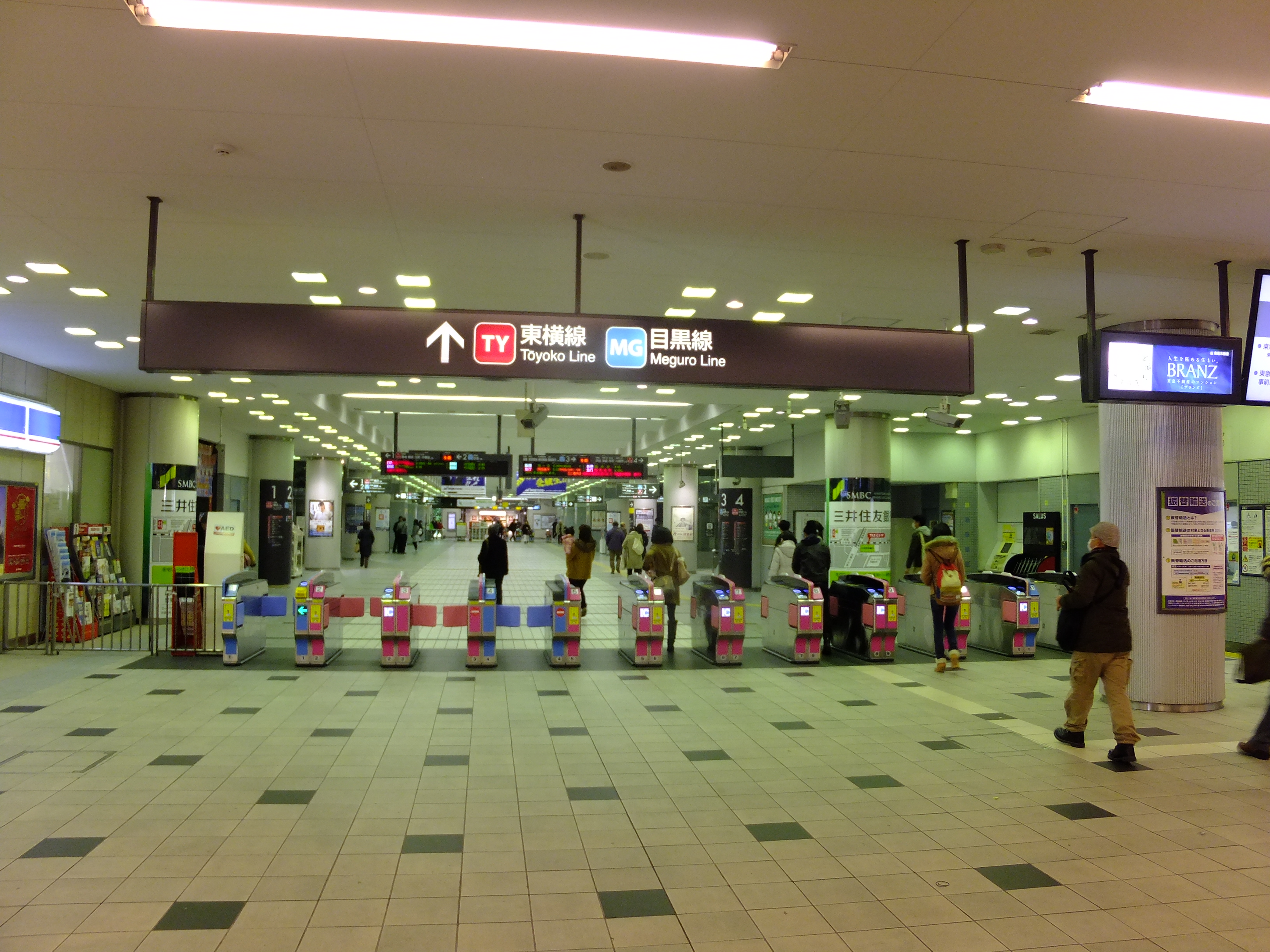
剪票口與大廳（2015年2月）
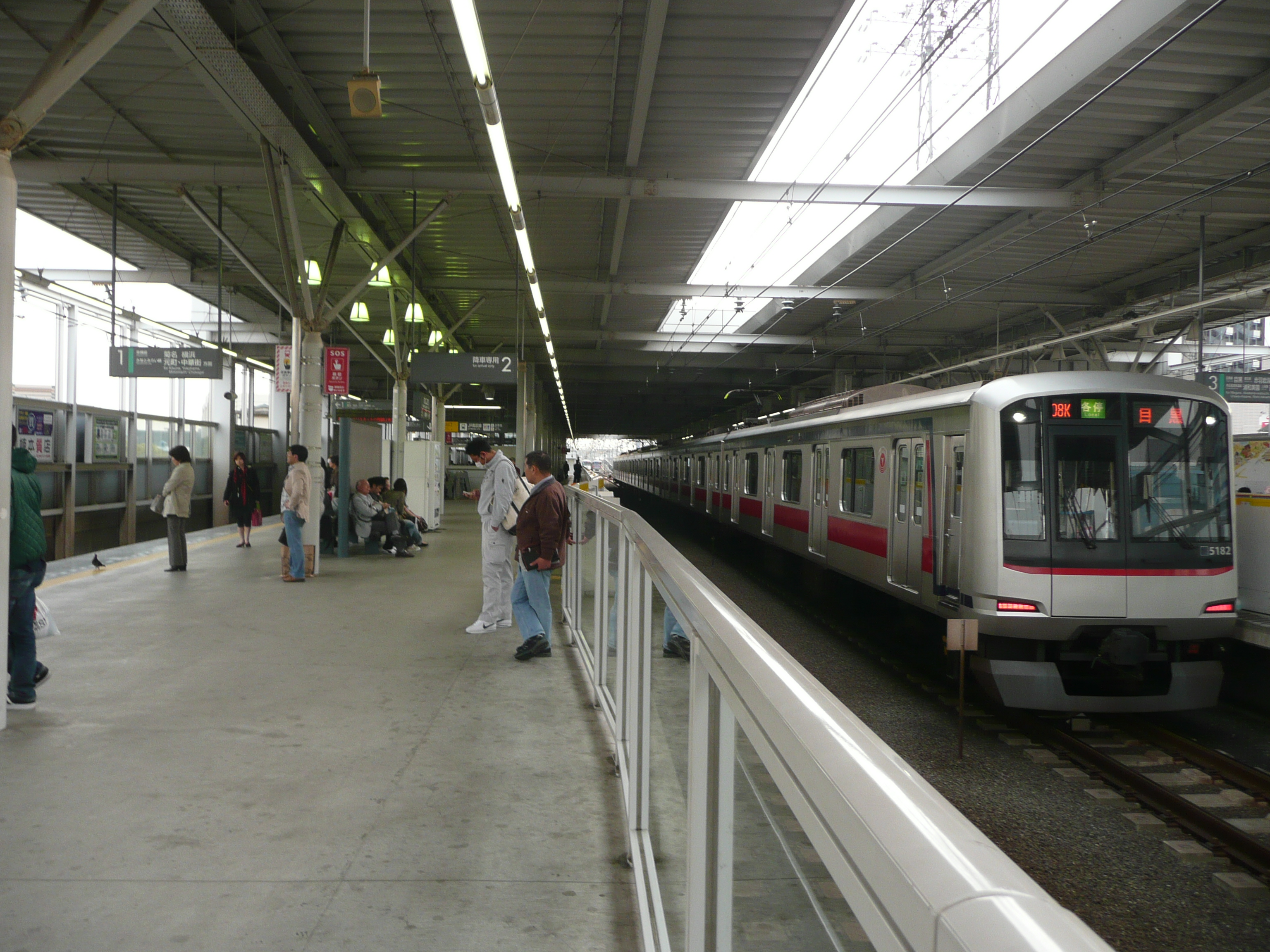
月台（2008年4月）

## 使用情況
- JR東日本 - 2019年度1日平均上車人次為129,194人[利用客数 1]。
該公司的車站僅次於五反田站排行第26位、神奈川縣內僅次於川崎站排行第3位。南武線車站僅次於川崎站、立川站排行第3位，橫須賀線車站次於東京站、橫濱站、品川站、新橋站排行第5位，湘南新宿線車站次於新宿站、池袋站、橫濱站、澀谷站、大宮站、大崎站、惠比壽站排行第8位。橫須賀線車站開業時大幅增加。
- 東急電鐵 - （不包括東橫線、目黑線互相轉乘人數）[利用客数 2]。
  - 東橫線 - 2016年度1日平均上下車人次為175,059人。
該線車站次於澀谷站、橫濱站、中目黑站排行第4位。
  - 目黑線 - 2016年度1日平均上下車人次為47,615人。
該線車站次於目黑站、武藏小山站、日吉站排行第4位。

### 各年度1日平均上下車人次
各年度1日平均上下車人次如下表。
| 年度               | 東京急行電鐵/東急電鐵 | 東京急行電鐵/東急電鐵 | 東京急行電鐵/東急電鐵 | 東京急行電鐵/東急電鐵 |
| 年度               | 東橫線                | 東橫線                | 目黑線                | 目黑線                |
| 年度               | 1日平均 上下車人次    | 增長率                | 1日平均 上下車人次    | 增長率                |
| ------------------ | --------------------- | --------------------- | --------------------- | --------------------- |
| 2002年（平成14年） | 147,609               |                       | 26,840                |                       |
| 2003年（平成15年） | 148,730               | 0.8%                  | 28,147                | 4.9%                  |
| 2004年（平成16年） | 151,223               | 1.7%                  | 28,752                | 2.1%                  |
| 2005年（平成17年） | 154,951               | 2.5%                  | 30,058                | 4.5%                  |
| 2006年（平成18年） | 158,693               | 2.4%                  | 31,124                | 3.5%                  |
| 2007年（平成19年） | 165,190               | 4.1%                  | 34,696                | 11.5%                 |
| 2008年（平成20年） | 163,770               | -0.9%                 | 42,052                | 21.2%                 |
| 2009年（平成21年） | 162,475               | -0.8%                 | 43,160                | 2.6%                  |
| 2010年（平成22年） | 152,910               | -5.9%                 | 39,102                | -9.4%                 |
| 2011年（平成23年） | 149,361               | -2.3%                 | 38,028                | -2.7%                 |
| 2012年（平成24年） | 150,326               | 0.6%                  | 39,006                | 2.6%                  |
| 2013年（平成25年） | 160,939               | 7.1%                  | 40,920                | 4.9%                  |
| 2014年（平成26年） | 165,188               | 2.6%                  | 43,523                | 6.4%                  |
| 2015年（平成27年） | 171,333               | 3.7%                  | 45,766                | 5.2%                  |
| 2016年（平成28年） | 175,059               | 2.2%                  | 47,615                | 4.0%                  |
| 2017年（平成29年） | 176,606               | 0.9%                  | 48,857                | 2.6%                  |
| 2018年（平成30年） | 176,351               | −0.1%                 | 49,681                | 1.7%                  |
| 2019年（令和元年） | 173,414               | −1.7%                 | 49,842                | 0.3%                  |
| 2020年（令和2年）  | 118,030               | -31.9％               | 33,778                | -32.2%                |
| 2021年（令和3年）  | 128,947               | 9.2%                  | 36,951                | 9.4%                  |
| 2022年（令和4年）  | 140,551               | 9.0%                  | 41,209                | 11.5%                 |

### 各年度1日平均上車人次
各年度1日平均上車人次如下表（包括目黑線的上車人次）。
- JR東日本、東急參見神奈川縣縣勢要覽。

| 年度               | JR東日本 | 東京急行電鐵/東急電鐵 | 來源                |
| ------------------ | -------- | --------------------- | ------------------- |
| 1995年（平成07年） | 64,455   | 79,172                | [ 神奈川県統計 1 ]  |
| 1996年（平成08年） | 66,694   |                       |                     |
| 1997年（平成09年） | 65,155   |                       |                     |
| 1998年（平成10年） | 64,697   | 79,471                | [ 神奈川県統計 2 ]  |
| 1999年（平成11年） | 64,165   | 79,065                | [ 神奈川県統計 3 ]  |
| 2000年（平成12年） | 64,336   | 90,003                | [ 神奈川県統計 3 ]  |
| 2001年（平成13年） | 66,711   | 105,341               | [ 神奈川県統計 4 ]  |
| 2002年（平成14年） | 67,371   | 106,923               | [ 神奈川県統計 5 ]  |
| 2003年（平成15年） | 68,632   | 109,038               | [ 神奈川県統計 6 ]  |
| 2004年（平成16年） | 69,621   | 110,460               | [ 神奈川県統計 7 ]  |
| 2005年（平成17年） | 70,685   | 92,120                | [ 神奈川県統計 8 ]  |
| 2006年（平成18年） | 72,846   | 94,563                | [ 神奈川県統計 9 ]  |
| 2007年（平成19年） | 76,114   | 99,902                | [ 神奈川県統計 10 ] |
| 2008年（平成20年） | 77,193   | 109,871               | [ 神奈川県統計 11 ] |
| 2009年（平成21年） | 76,831   | 102,895               | [ 神奈川県統計 12 ] |
| 2010年（平成22年） | 99,617   | 95,668                | [ 神奈川県統計 13 ] |
| 2011年（平成23年） | 103,624  | 93,374                | [ 神奈川県統計 14 ] |
| 2012年（平成24年） | 108,046  | 94,290                | [ 神奈川県統計 15 ] |
| 2013年（平成25年） | 115,262  | 100,475               | [ 神奈川県統計 16 ] |
| 2014年（平成26年） | 119,604  | 103,922               | [ 神奈川県統計 17 ] |
| 2015年（平成27年） | 124,325  | 108,487               | [ 神奈川県統計 18 ] |
| 2016年（平成28年） | 128,079  | 110,967               | [ 神奈川県統計 19 ] |
| 2017年（平成29年） | 129,637  |                       |                     |
| 2018年（平成30年） | 130,752  |                       |                     |
| 2019年（令和元年） | 129,194  |                       |                     |

## 周邊

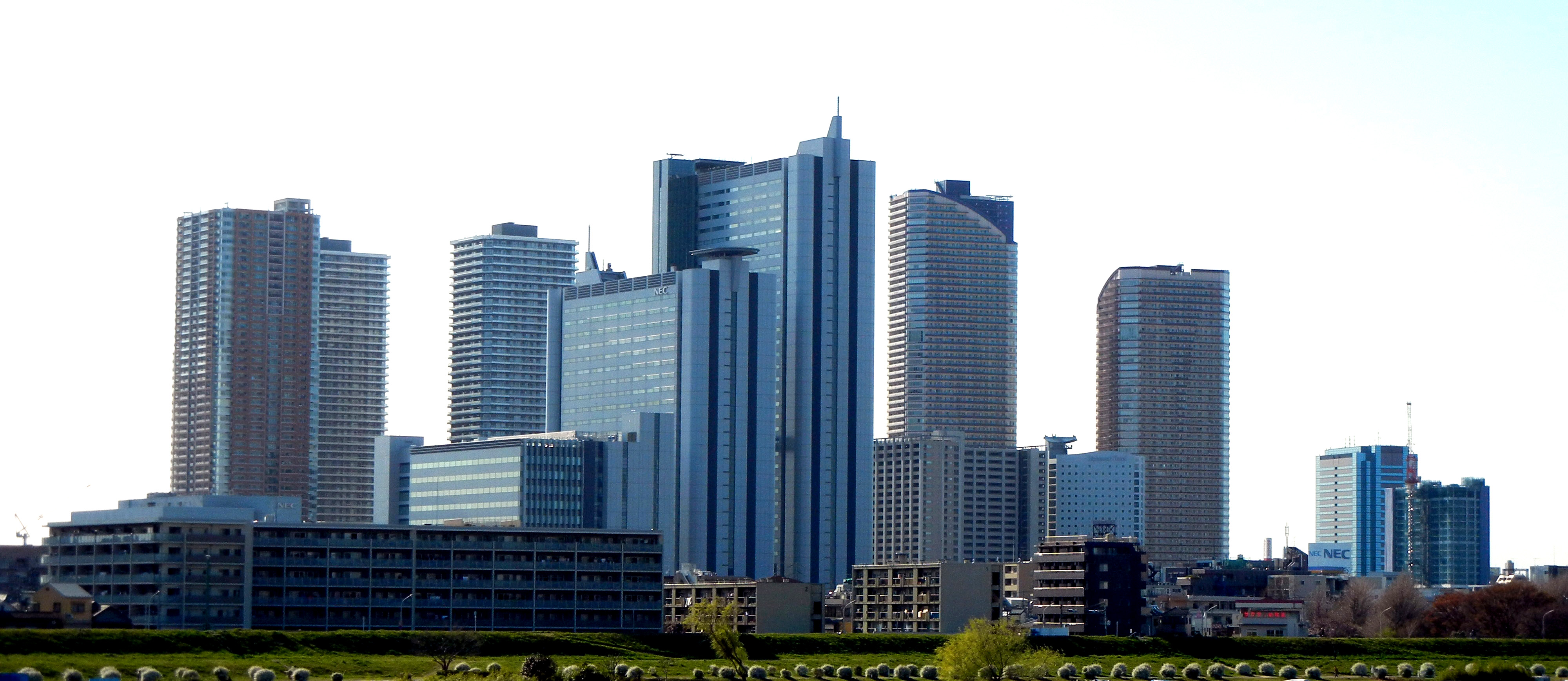
武藏小杉摩天大樓群

### 北口
- 日本醫科大學武藏小杉醫院（日语：日本医科大学武蔵小杉病院）
- 武藏小杉Tower Place（日语：武蔵小杉タワープレイス）
- 川崎市民放送（日语：かわさき市民放送）（地方FM廣播）
- 大西學園小學校、大西學園中學校、高等學校（日语：大西学園中学校・高等学校）
- 佳能小杉事業所

### 西口、南口
- 中原區役所
- 中原保健福祉中心
- 小杉兒童文化中心（因小杉町3丁目東地區第一種市街地再開發事業而暫時關閉）
- 法政大學第二中學校、高等學校（日语：法政大学第二中学校・高等学校）
- 伊藤洋華堂武藏小杉店 - 1983年（昭和58年）3月開幕[25]
- 武藏小杉東急廣場 - 2013年（平成25年）4月2日開幕[7]

### 東口、南口（正面口）
- 川崎市中原消防署／Richmond Hotel（日语：リッチモンドホテルズ） Premier武藏小杉（同建物）
- 川崎市中原市民館
- Daiei（日语：ダイエー） foodium（日语：フーディアム）武藏小杉
- Central Fitness Club（日语：セントラルスポーツ）武藏小杉
- GRANDTREE武藏小杉（日语：グランツリー武蔵小杉） - 2014年（平成26年）11月22日開幕[26]
- 武藏小杉東急廣場

### 南口、西口
- 中原區役所
- 中原保健福祉中心
- 川崎市中原市民館
- 小杉兒童文化中心
- 東急store武藏小杉店
- 武藏小杉東急廣場
- LaLa terrace武藏小杉 - 2014年（平成26年）4月19日開幕[27]
- GRAND TREE武藏小杉
- EXLUS TOWER武藏小杉（日语：エクラスタワー武蔵小杉）
- 川崎市立中原圖書館（日语：川崎市立中原図書館）
- 中原郵便局（日语：中原郵便局 (神奈川県)）
  - 郵貯銀行中原店
- 神奈川縣中原警察署（日语：中原警察署）
- 法政通商店街（日语：法政通り商店街）
- Sarai通（サライ通り）商店會
- 東京應化工業（日语：東京応化工業）本社
- Keihin（日语：ケーヒン）川崎工場
- 東計電算（日语：東計電算）本社
- 聖瑪麗安娜醫科大學（日语：聖マリアンナ医科大学）東橫醫院
- 二領用水（日语：二ヶ領用水）
- 中原平和紀念公園
- 川崎市和平馆
- 神奈川縣立住吉高等學校（日语：神奈川県立住吉高等学校）
- 法政大學第二中、高等學校
- Park City武藏小杉（日语：パークシティ武蔵小杉）
- 信號器材本社、工廠

### 橫須賀線口（JR新南剪票口前）
- GRAND TREE武藏小杉（日语：グランツリー武蔵小杉）
- 日本電氣玉川事業場（NEC玉川文藝復興城（日语：NEC玉川ルネッサンスシティ））
- Deli°f（日语：富士シティオ）武藏小杉店
- 向河原站（南武線）

### 周邊道路
- 東京都道、神奈川縣道2號東京丸子橫濱線（綱島街道）
- 國道409號（日语：国道409号）（府中街道）
- 南武沿線道路（日语：南武沿線道路）

## 巴士路線
JR北口、橫須賀線口、JR東口與東急正面口（東口站前廣場）設有巴士總站，東急南口有巴士站，可搭乘川崎市交通局、川崎鶴見臨港巴士、東急巴士的路線巴士。北口（小杉站前）、南口（東橫線小杉站）、橫須賀線口（橫須賀線小杉站）、東口（小杉站東口）四個巴士站，其中除了東口以外各巴士站距離皆達に500公尺左右，東口大略在另外三個巴士站之間。
本站還可搭乘巴士前往J聯盟川崎前鋒主場等等力陸上競技場與川崎市市民博物館所在的等等力綠地。

### 北口（小杉站前）
川崎市交通局、東急巴士
| 乘車處 | 系統           | 主要行經地                                     | 目的地                                           | 運行業者 | 備註          |
| ------ | -------------- | ---------------------------------------------- | ------------------------------------------------ | -------- | ------------- |
| 1號    | 溝05           | Todoroki Arena（とどろきアリーナ）前、高津站前 | 溝口站前                                         | ■市巴士  |               |
| 1號    | 杉40           | 市民博物館前                                   | 市民博物館                                       | ■市巴士  |               |
| 1號    | 杉40           | 市民博物館前                                   | 中原站前                                         | ■市巴士  |               |
| 2號    | 溝02           | 宮內、高津站前}}                               | 溝之口站                                         | ■東急    |               |
| 2號    | 川31           | 宮內、高津站前}}                               | 高津站前}} 溝之口站                              | ■東急    | 僅平日夜間    |
| 2號    | 溝02           | 中原站前、新城站前                             | 溝之口站                                         | ■東急    | 僅平日早晨1班 |
| 3號    | 杉09           | 中原站前、野川、上野川                         | 野川台公園前                                     | ■東急    |               |
| 3號    | 川34           | 東芝前                                         | 川崎站西口北                                     | ■東急    |               |
| 4號    | 川71           | 幸區役所入口                                   | 川崎站西口北                                     | ■市巴士  |               |
| 4號    | 川74           | 上平間、神明町                                 | 川崎站西口北 川崎站（東口）                      | ■市巴士  |               |
| 4號    | 杉40 川71 川74 |                                                | 上平間                                           | ■市巴士  |               |
| 5號    | 杉06           | 中原站、野川、久末                             | 道中坂下                                         | ■東急    |               |
| 5號    | 鷺02           | 中原站、野川、久末、有馬第二團地               | 鷺沼站                                           | ■東急    |               |
| 6號    | 鷺02           | 中原站、野川、久末                             | 鷺沼站                                           | ■市巴士  |               |
| 6號    | 杉10           | 中原站、子母口新道                             | 蟹谷                                             | ■市巴士  |               |
| 6號    | 杉10           | 中原站、子母口新道                             | 井田營業所                                       | ■市巴士  |               |
| 6號    | 溝04           | 中原站、新城站前                               | 溝口站前                                         | ■市巴士  |               |
| 6號    | 杉01           | 元住吉                                         | 井田醫院前                                       | ■市巴士  | 僅平日、週六  |
| 6號    | 杉01           | 元住吉                                         | 綜合復健中心（総合リハビリテーションセンター）前 | ■市巴士  | 僅平日、週六  |

### 南口（東橫線小杉站）
川崎市交通局、東急巴士
- 北向

| 系統      | 主要行經地                           | 目的地            | 運行業者 | 備註         |
| --------- | ------------------------------------ | ----------------- | -------- | ------------ |
| 杉01      | 小杉御殿町                           | 小杉站前          | ■市巴士  | 僅平日、週六 |
| 川31      | 市營等等力球場入口、宮內             | 高津站前 溝之口站 | ■東急    |              |
| 川33 杉05 | 市營等等力球場入口、Todoroki Arena前 | 市民博物館        | ■東急    |              |
| 川34      | 小杉御殿町                           | 小杉站前          | ■東急    |              |

- 南向

| 系統             | 主要行經地                                                                                              | 目的地                  | 運行業者 | 備註         |
| ---------------- | --- | ----------------------- | -------- | ------------ |
| 杉01             | 橫須賀線小杉站、元住吉                                                                                  | 井田醫院 綜合復健中心前 | ■市巴士  | 僅平日、週六 |
| 川31、川33、川34 | 平間站入口、下平間、東芝前、土手迴轉                                                                    | 川崎站西口北            | ■東急    |              |
| 杉05             | | 橫須賀線小杉站          | ■東急    |              |
| 午夜箭號         | 元住吉、日吉站、綱島站入口、大倉山站、新橫濱站（新橫濱站～新羽營業所間是自由下車區間） 上述各站僅能下車 | 新羽營業所              | ■東急    | 下車專用     |

### 橫須賀線口（橫須賀線小杉站）
川崎市交通局、川崎鶴見臨港巴士、東急巴士、京濱急行巴士
| 系統 | 主要行經地 | 目的地                                                                | 運行業者                | 備註        |                                      |
| ---- | ---------- | --------------------------------------------------------------------- | ----------------------- | ----------- | ------------------------------------ |
| 1號  | 杉01       | 元住吉                                                                | 井田醫院 綜合復健中心前 | ■市巴士     |                                      |
| 1號  | 杉01       | 東橫線小杉站、小杉御殿町                                              | 小杉站前                | ■市巴士     |                                      |
| 1號  | 杉02       | 元住吉                                                                | 井田醫院 井田營業所前   | ■市巴士     |                                      |
| 1號  | 川67       | 西加瀨、江川町                                                        | 川崎站西口              | ■市巴士     |                                      |
| 2號  | 機場接駁   | 武藏小杉站東口、田園調布本町、久原站入口、武藏新田站 上述各站不能下車 | 羽田機場                | ■京急 ■東急 | 國際線T→第1T→第2T 夜間止於國際線航廈 |
| 2號  | 杉05       | 東橫線小杉站、市營等等力球場入口、Todoroki Arena前                    | 市民博物館              | ■東急       |                                      |
| 3號  | 杉51       | 西加瀨                                                                | 小倉陸橋                | ■臨港       | 小倉方向循環，部分止於小倉陸橋       |
| 3號  | 杉52       | 元住吉、石神橋                                                        | 小倉陸橋                | ■臨港       | 小倉方向循環，部分止於小倉陸橋       |

### 東口
川崎市交通局、川崎鶴見臨港巴士、東急巴士、京濱急行巴士
| 系統 | 主要行經地 | 目的地                                                    | 運行業者              | 備註        |                                                        |
| ---- | ---------- | --------------------------------------------------------- | --------------------- | ----------- | ------------------------------------------------------ |
| 1號  | 杉51       | 西加瀨                                                    | 小倉陸橋              | ■臨港       | 小倉方向循環，部分止於小倉陸橋                         |
| 1號  | 杉52       | 元住吉、石神橋                                            | 小倉陸橋              | ■臨港       | 小倉方向循環，部分止於小倉陸橋                         |
| 1號  | 杉51、杉52 |                                                           | 橫須賀線小杉站        | ■臨港       |                                                        |
| 2號  | 杉02       | 元住吉                                                    | 井田醫院 井田營業所前 | ■市巴士     |                                                        |
| 2號  | 川67       | 西加瀨、江川町                                            | 川崎站西口            | ■市巴士     |                                                        |
| 3號  | 空港連絡   | 田園調布本町、久原站入口、武藏新田站 （上述各站僅能上車） | 羽田機場              | ■京急 ■東急 | 國際線T→第1T→第2T 夜間止於國際線航廈                   |
| 3號  | 直行       | 直行班次無中間站                                          | 佳能玉川事業所        | ■東急       | 小杉站東口→佳能玉川事業所僅早晨行駛。 反方向僅傍晚行駛 |
| 3號  | 玉11       | 多摩川站、野毛櫻堤                                        | 二子玉川站            | ■東急       |                                                        |

## 名稱由來
南武鐵道設站時規畫以地名命名，但為了區別北陸本線（現愛之風富山鐵道線）小杉站（富山縣射水郡小杉町〈現射水市〉）而冠上舊國名，成為武藏小杉。小杉曾以江戶時代的中原街道小杉宿蓬勃發展。

## 未來計畫
川崎縱貫高速鐵道的最新走線是以本站為東端的終點站（新百合丘－宮前平－武藏小杉），但已在2015年宣布計畫終止。

## 相鄰車站
※東日本旅客鐵道（JR東日本）的特急「成田特快」「SuperView踊子」的相鄰停靠站參見各列車條目。
 東日本旅客鐵道（JR東日本）
 南武線
■快速
鹿島田（JN 04）－武藏小杉（JN 07）－武藏中原（JN 08）
■各站停車
向河原（JN 06）－武藏小杉（JN 07）－武藏中原（JN 08）
 橫須賀線
- 特急「成田特快」停靠站

■普通
西大井（JO 16）－武藏小杉（JO 15）－新川崎（JO 14）
 湘南新宿線
- 特急「踊子、Saphir踊子」停靠站

■特別快速、■快速（全部都是高崎線 - 東海道線直通）
大崎（JS 17）－武藏小杉（JS 15）－橫濱（JS 13）
■普通（宇都宮線 - 橫須賀線直通）
西大井（JS 16）－武藏小杉（JS 15）－新川崎（JS 14）
 相鐵線直通、 埼京線直通（相鐵·JR直通線）

■各站停車
西大井（JS 16）－武藏小杉（JS 15）－羽澤橫濱國大（SO51）
 東急電鐵
 東橫線
■特急
自由丘（TY07）－武藏小杉（TY11）－菊名（TY16）
□通勤特急
自由丘（TY07）－武藏小杉（TY11）－日吉（TY13）
■急行
多摩川（TY09）－武藏小杉（TY11）－日吉（TY13）
■各站停車
新丸子（TY10）－武藏小杉（TY11）－元住吉（TY12）
 目黑線
■急行
多摩川（MG09）－武藏小杉（MG11）－日吉（MG13）
■各站停車
新丸子（MG10）－武藏小杉（MG11）－元住吉（MG12）

## 腳注

### 使用情況
JR、私鐵1日平均使用人數
1. ↑  各駅の乗車人員 的存檔，存档日期2001-05-06. - JR東日本
2. ↑  2016年度乗降人員 （页面存档备份，存于） - 東京急行電鉄

JR東日本自1999年度以後的上車人次
1. ↑  各駅の乗車人員（1999年度） （页面存档备份，存于） - JR東日本
2. ↑  各駅の乗車人員（2000年度） 的存檔，存档日期2014-10-09. - JR東日本
3. ↑  各駅の乗車人員（2001年度） （页面存档备份，存于） - JR東日本
4. ↑  各駅の乗車人員（2002年度） （页面存档备份，存于） - JR東日本
5. ↑  各駅の乗車人員（2003年度） （页面存档备份，存于） - JR東日本
6. ↑  各駅の乗車人員（2004年度） （页面存档备份，存于） - JR東日本
7. ↑  各駅の乗車人員（2005年度） 的存檔，存档日期2014-10-09. - JR東日本
8. ↑  各駅の乗車人員（2006年度） （页面存档备份，存于） - JR東日本
9. ↑  各駅の乗車人員（2007年度） （页面存档备份，存于） - JR東日本
10. ↑  各駅の乗車人員（2008年度） （页面存档备份，存于） - JR東日本
11. ↑  各駅の乗車人員（2009年度） （页面存档备份，存于） - JR東日本
12. ↑  各駅の乗車人員（2010年度） 的存檔，存档日期2014-10-06. - JR東日本
13. ↑  各駅の乗車人員（2011年度） 的存檔，存档日期2014-10-08. - JR東日本
14. ↑  各駅の乗車人員（2012年度） 的存檔，存档日期2014-10-07. - JR東日本
15. ↑  各駅の乗車人員（2013年度） （页面存档备份，存于） - JR東日本
16. ↑  各駅の乗車人員（2014年度） （页面存档备份，存于） - JR東日本
17. ↑  各駅の乗車人員（2015年度） 的存檔，存档日期2001-05-06. - JR東日本
18. ↑  各駅の乗車人員（2016年度） （页面存档备份，存于） - JR東日本
19. ↑  各駅の乗車人員（2017年度） （页面存档备份，存于） - JR東日本
20. ↑  各駅の乗車人員（2018年度） （页面存档备份，存于） - JR東日本
21. ↑  各駅の乗車人員（2019年度） （页面存档备份，存于） - JR東日本

JR、私鐵的統計資料
1. ↑  レポート （页面存档备份，存于） - 関東交通広告協議会
2. ↑  川崎市統計書 （页面存档备份，存于） - 川崎市

神奈川縣縣勢要覽
1. ↑  線区別駅別乗車人員（1日平均）の推移PDF
2. ↑  神奈川県県勢要覧（平成12年度）
3. 1 2  神奈川県県勢要覧（平成13年度）PDF
4. ↑  神奈川県県勢要覧（平成14年度）PDF
5. ↑  神奈川県県勢要覧（平成15年度）PDF
6. ↑  神奈川県県勢要覧（平成16年度）PDF
7. ↑  神奈川県県勢要覧（平成17年度）PDF
8. ↑  神奈川県県勢要覧（平成18年度）PDF
9. ↑  神奈川県県勢要覧（平成19年度）PDF
10. ↑  神奈川県県勢要覧（平成20年度）PDF
11. ↑  神奈川県県勢要覧（平成21年度）PDF
12. ↑  神奈川県県勢要覧（平成22年度）PDF
13. ↑  神奈川県県勢要覧（平成23年度）PDF
14. ↑  神奈川県県勢要覧（平成24年度）PDF
15. ↑  神奈川県県勢要覧（平成25年度）PDF
16. ↑  神奈川県県勢要覧（平成26年度）PDF
17. ↑  神奈川県県勢要覧（平成27年度）PDF
18. ↑  神奈川県県勢要覧（平成28年度）PDF
19. ↑  平成29年PDF

新聞稿資料
1. ↑   (PDF) (新闻稿). 相模鉄道株式会社・東日本旅客鉄道株式会社. 2019-07-16  [2019-09-06]. （原始内容存档 (PDF)于2019-09-16）.
2. ↑   (PDF). 川崎市／東日本旅客鉄道横浜支社. 2018-07-17  [2018-07-17]. （原始内容存档 (PDF)于2021-02-06）.
3. ↑   (PDF) (新闻稿). 東日本旅客鉄道横浜支社. 2020-03-26  [2020-03-26]. （原始内容 (PDF)存档于2020-03-26）.

## 延伸閱讀
- 宮田道一. . JTBパブリッシング. 2008-09-01. ISBN 9784533071669.
- . 東京急行電鉄株式会社. 1973-04-18.

## 外部連結
- 車站資訊（武藏小杉）：東日本旅客鐵道（日語）
- 武藏小杉（各站資訊） - 東急電鐵（日語）